# Hội Nữ Hướng đạo Mỹ
Hội Nữ Hướng đạo Mỹ (Girl Scouts of the United States of America) là một tổ chức thanh thiếu niên dành cho nữ tại Hoa Kỳ và các bé gái sống ở hải ngoại. Chương trình Nữ Hướng đạo được phát triển vì những mối quan tâm của Phong trào Cấp tiến tại Hoa Kỳ từ những người tìm cách cổ vũ phúc lợi xã hội của giới nữ trẻ và nó là đồng nhiệm của Hội Nam Hướng đạo Mỹ. Hội được Juliette Gordon Low thành lập vào năm 1912 và dựa vào các nguyên lý Hướng đạo mà Robert Baden-Powell đã phát triển trước kia.
Hội Nữ Hướng đạo Mỹ sử dụng Phương pháp Hướng đạo để xây lòng tự trọng và dạy các giá trị như thật thà, công bằng, dũng cảm, lòng trắc ẩm, đức tính, tình bằng hữu, tự tin và tính công dân qua các hoạt động bao gồm cắm trại, công việc cộng đồng, học sơ cứu, và đoạt vô số chuyên hiệu. Nữ Hướng đạo được công nhận cho các thành tựu qua thăng tiến cấp hạng và những phần thưởng đặc biệt. Hội Nữ Hướng đạo Mỹ có các chương trình dành cho nữ có các sở thích đặc biệt, thí dụ như các hoạt động thể thao vui chơi dưới nước.
Thành viên được sắp xếp theo lứa tuổi với các hoạt động thích hợp với mỗi nhóm tuổi. Là một thành viên của Hội Nữ Hướng đạo Thế giới, Hội Nữ Hướng đạo Mỹ có một lịch sử dài nhận nữ từ mọi thành phần xã hội.

## Lịch sử
Nữ Hướng đạo tại Hoa Kỳ khởi sự vào ngày 12 tháng 3 năm 1912 khi nữ sáng lập viên là Juliette Gordon Low tổ chức cuộc họp thiếu đoàn Nữ Hướng đạo đầu tiên với 18 bé gái ở Savannah tiểu bang Georgia. Low, người đã gặp Baden-Powell tại London khi bà đang sống tại Vương quốc Anh, đã từng mơ ước đem đến Hoa Kỳ"cái gì đó cho tất cả các bé gái."Bà viễn tưởng đến một tổ chức mà đưa các bé gái tránh xa khỏi những hoàn cảnh môi trường trong nhà ngột ngạt để phục vụ cộng đồng của họ và cảm nhận được cái không khí trong lành mở rộng. Nơi sinh của Juliette Low ở Savannah tiểu bang Georgia trong ngôi nhà gia đình của họ Gordon trở thành một trung tâm chương trình Nữ Hướng đạo quốc gia vào năm 1956. Trung tâm phục vụ các chuyến viếng thăm cho hàng ngàn Hướng đạo sinh hàng năm. Khi Low mất vào năm 1927, bà để lại di chúc tặng ngôi nhà nơi bà được sinh ra (dần dần đã trở thành Tổng hành dinh đầu tiên của Nữ Hướng đạo) cho Nữ Hướng đạo Savannah địa phương tiếp tục sử dụng. Tổng hành dinh Quốc gia đầu tiên được đặt tại Washington, DC nhưng được dời đến Thành phố New York trong mùa xuân năm 1916 và vẫn ở đó cho đến bây giờ.
Biểu trưng của Hội Nữ Hướng đạo Mỹ hiện thời được Saul Bass tạo ra vào năm 1978. Ông là một nhà thiết kế đồ họa nổi tiếng cho một loạt các bộ phim hoạt hình.
Tên ban đầu của tổ chức là Girl Guides of America lấy từ chương trình Girl Guides của Vương quốc Anh. Năm 1913, tên được đổi thành Girl Scouts of the United States và được tái tổ chức năm 1915. Hội lại được đổi tên thành Girl Scouts of the United States of America tức là Hội Nữ Hướng đạo Mỹ hiện nay vào năm 1947 và được Quốc hội Hoa Kỳ thông qua một bảng hiến chương vào ngày 16 tháng 3 năm 1950. Hội Nữ Hướng đạo Mỹ khởi đầu với 18 thành viên - trong vài tháng, các thành viên đi bộ đường xa băng rừng với đồng phục màu xanh dương mặc đến ngang đầu gối, chơi bóng rổ trên một sân được che bằng màn (curtained-off court), và thực hiện các chuyến đi cắm trại. Vào năm 1920, hội có khoảng gần 70.000 thành viên, và khoảng năm 1930 có trên 200.000 thành viên. Năm 2005 có trên 3,7 triệu Nữ Hướng đạo — 2,8 triệu thành viên thanh thiếu nữ và 954.000 thành viên người lớn— tại Hoa Kỳ. Hơn 50 triệu phụ nữ Mỹ đã và đang hưởng niềm vui sinh hoạt trong Nữ Hướng đạo. Là thành viên của Hội Nữ Hướng đạo Thế giới, Hội Nữ Hướng đạo Mỹ là một phần tử của gia đình thế giới gồm hơn 10 triệu thanh thiếu nữ và người lớn tại 144 quốc gia.
Tên và tuổi của các ngành — và cơ cấu lớn hơn của chương trình — đã tiến hóa rất đáng kể. Các đoàn lúc ban đầu khá độc lập trước khi gia nhập vào các châu nhỏ mà dần nhập lại thành các châu lớn hơn (Scout Council trong tiếng Anh tương đương với Châu của Hướng đạo Việt Nam).

### Thời tách ly chủng tộc
Đa số các đơn vị Nữ Hướng đạo lúc ban đầu bị tách ly chủng tộc theo luật và phong tục của tiểu bang và địa phương. Đoàn Hướng đạo đầu tiên dành cho các bé gái người Mỹ gốc châu Phi được thành lập vào năm 1917; đoàn đầu tiên dành cho các bé gái người bản xứ Mỹ (American Indian) được thành lập tại tiểu bang New York năm 1921; và đoàn đầu tiên của người Mỹ gốc Mexico được thành lập tại Houston, Texas năm 1922. Năm 1933, Josephine Groves Holloway thành lập các đoàn người Mỹ gốc châu Phi không chính thức tại Tennessee. Bà cũng loại bỏ tách ly chủng tộc hoàn toàn châu Thung lũng Cumberland năm 1962.
Khoảng thập niên 1950, Hội Nữ Hướng đạo Mỹ bắt đầu những nỗ lực quốc gia đáng kể để loại bỏ việc tách ly chủng tộc các trại và duy trì sự thăng bằng về chủng tộc. Một trong các trại bị loại bỏ tách ly chủng tộc đầu tiên là Trại Shantituck ở Kentucky được Murray Walls hoàn thành vào năm 1956. Martin Luther King, Jr. described Girl Scouts as"a force for desegregation"later that year. Năm 1969, một sáng kiến của Nữ Hướng đạo quốc gia để loại bỏ thành kiến có tên là Hành động 70 ra đời. Hơn thế nữa, Gloria D. Scott, một người Mỹ gốc châu Phi, được bầu làm Chủ tịch Nữ Hướng đạo Quốc gia năm 1975.

### Họp mặt Thanh nữ Hướng đạo
Các cuộc họp của Nữ Hướng đạo Quốc tế có tên là Họp mặt Thanh nữ (Senior Roundups) được tổ chức ba năm một lần từ năm 1956 đến 1965.
- Milford, Michigan (1956) có 5.000 nữ tham dự
- Colorado Springs, Colorado, từ 03-07-1959 đến 12-07-1959 có 10.000 nữ tham dự
- Button Bay, Vermont từ 27-07-1962 đến 03-08-1962 có 9.000 nữ
- Công viên Tiểu bang Farragut, Idaho, từ 17-07-1965 đến 26-07-1965 có 12.000 nữ

### Nữ Hải Hướng đạo
Hội đồng Quốc gia thứ 20 của Hội Nữ Hướng đạo Mỹ khởi sự chương trình Nữ Hải Hướng đạo (Mariner Girl Scout) vào tháng 10 năm 1934. Giống như Hải Hướng đạo của Hội Nam Hướng đạo Mỹ, chương trình được tạo ra dành cho Thanh Nữ Hướng đạo yêu thích các hoạt động ngoài trời thiên về dưới nước. Cuối năm 1934, 12 Nữ Hải đoàn được ghi danh và hai sách chỉ nam được xuất bản là Launching a Girl Scout Mariner Ship (Khởi sự một Nữ Hải đoàn) và Charting the Course of a Girl Scout Mariner Ship (Kế hoạch cho một Nữ Hải đoàn). Chương trình Nữ Hải Hướng đạo vẫn còn hoạt động nhưng trong hình thức nhỏ hơn vì thay vào đó đa số nữ gia nhập Hải Hướng đạo của Hội Nam Hướng đạo Mỹ mà nó đã trở thành đồng giáo dục từ năm 1971.

### Nữ Không Hướng đạo
Chương trình Nữ Không Hướng đạo (Wing Scout) là một chương trình Thanh Nữ Hướng đạo phổ biến đã khởi sự từ năm 1941 và kết thúc vào thập niên 1970 dành cho các bé gái yêu thích bay và muốn phụng sự đất nước của mình. Giống như Nữ Hải Hướng đạo, chương trình Nữ Không Hướng đạo khởi sự lúc ban đầu chỉ như là một kế hoạch di động dành cho Thanh Nữ Hướng đạo với khả năng hạn chế. Nhưng vào tháng 7 năm 1942, 29 huynh trưởng Hướng đạo từ 15 tiểu bang đã hợp tại Philadelphia, Pennsylvania nhận thụ huấn để lãnh đạo Nữ Không Hướng đạo. Các huynh trưởng này trở về các châu (councils) của họ và bắt đầu thiết lập các Không đoàn Hướng đạo.
Năm 1959, Châu Nữ Hướng đạo tại Bắc Quận San Mateo bang California được đề nghị hỗ trợ từ J. L. Burnside, Chủ tịch Câu lạc bộ Điều hành Hãng Hàng không United Airlines vùng San Francisco khởi động một chương trình phi hành dành cho Thanh Nữ Hướng đạo. Một trong các điểm nổi bật của chương trình là các chuyến bay thanh lịch được cung cấp cho các Thanh Nữ Hướng đạo bằng máy bay phản lực của hãng hàng không United Airlines. Đối với nhiều bé gái, đây là lần đầu tiên họ được bay trên một máy bay.
Nữ Không Hướng đạo tham gia chương trình một cách nghiêm túc và với kết quả huấn luyện và khả năng đầy đủ, các Thanh nữ được huấn luyện ba năm được phép có dịp cầm lái điều khiển chuyến bay trong một máy bay nhỏ. Chương trình bị đình chỉ sau khi Hãng Hàng không United Airlines gặp trở ngại về tài chánh trong thập niên 1970.

### Các Chủ tịch Quốc gia
- Juliette Gordon Low (1915–1920)
- Anne Hyde Choate (1920–1922)
- Lou Henry Hoover (1922–1925) và (1935–1937)
- Sarah Louise Arnold (1925–1926?) (trước đó bà là khoa trưởng đầu tiên của Cao đẳng Simmons (Massachusetts) (1901-1919)) Lưu trữ ngày 1 tháng 9 năm 2006 tại Wayback Machine
- Mira Hoffman (1926?–1930) (Bà William H. Hoffman)
- Birdsall Otis Edey (1930–1935) (Bà Frederick Edey) (sau khi không còn là Chủ tịch, bà trở thành Ủy viên Quốc gia cho Nữ Hướng đạo đến khi mất vào năm 1940)
- Mrs. Frederick H. Brook (1937?-1939)
- Mildred Mudd (1939–1941) (Bà Harvey S. Mudd) (sau đó bà giúp thành lập Cao đẳng Harvey Mudd mang tên của chồng bà là Harvey Seeley Mudd)
- Bà Allen H. Means (1941-?)
- Harriet Rankin Ferguson (1946–1952) (Bà Vaughan C. Ferguson)
- Olivia Cameron Layton (1952–1958) (Bà Roy F. Layton)
- Marjorie Mehne Culmer (1958–1964?) (Bà Charles U. Culmer) (sau đó làm chủ tịch Hội Nữ Hướng đạo Thế giới, mất năm 1994)
- Marjorie Motch
- Gloria Randle Scott (1975–1978)[9]
- Jane C. Freeman (1978–1984)
- Betty F. Pilsbury
- B. LaRae Orullian
- Elinor Johnstone Ferdon (1996–1999)
- Connie L. Matsui (1999–2002)
- Cynthia B. Thompson (2002–2005)
- Patricia Diaz Dennis (2005–hiện tại)

## Mục tiêu của chương trình
Mục tiêu của Nữ Hướng đạo là các bé gái sẽ phát triển đến hết tiềm năng của mình bằng cách theo đuổi bốn mục đích: phát triển hết tiềm năng; liên hệ với người khác để tăng sự hiểu biết, kỹ năng, và tôn trọng; phát triển một số giá trị có ý nghĩa để định hướng cho hành động của mình và mang đến cho mình kỹ năng biết tạo quyết định hợp lý; và góp phần cải thiện xã hội.

### Luật và Lời hứa của Nữ Hướng đạo
Lời hứa
Lời hứa của Nữ Hướng đạo có thể được thực hiện bằng tiếng Anh, tiếng Tây Ban Nha hoặc ngôn ngữ dấu của Mỹ với ý nghĩa tương tự.
On my honor, I will try: (Trên danh dự, tôi sẽ cố gắng)

To serve God and my country, (Phụng sự Thượng đế và quốc gia tôi)

To help people at all times, (Giúp đỡ mọi người bất cứ lúc nào)

And to live by the Girl Scout Law. (Và sống theo luật Nữ Hướng đạo)
Lời hứa đôi khi được đọc tại các cuộc họp của Nữ đoàn Hướng đạo trong lúc giơ lên ba ngón tay giữa của bàn tay phải, dấu hiệu của Nữ Hướng đạo. Chính sách Nữ Hướng đạo có nói rằng"Thượng đế"có thể được giải nghĩa tuỳ theo tín ngưỡng của cá nhân. Khi đọc Lời hứa, từ"Thượng đế"có thể được thay thế bằng từ được chấp nhận của các tín ngưỡng đó.
Luật
I will do my best to be (Tôi sẽ cố gắng làm hết sức mình để là người) 

Honest and fair, (Thật thà và công bằng,) 

Friendly and helpful, (Thận thiện và giúp ích,)

Considerate and caring, (Ân cần và chu đáo,)

Courageous and strong, and (Can đảm và mạnh mẽ, và)

Responsible for what I say and do, (Có trách nhiệm với lời nói và việc làm,)

And to (Và phải)

respect myself and others, (tự trọng và tôn trọng người khác,) 

respect authority, (tôn trọng chính quyền,)

use resources wisely, (sử dụng tài nguyên vật chất hợp lý,)

make the world a better place, and (làm cho thế giới này là một nơi tốt hơn để sống, và)

be a sister to every Girl Scout. (là chị em của mọi Nữ Hướng đạo)
Châm ngôn
"Be Prepared."(Sắp sẵn)

### Lứa tuổi

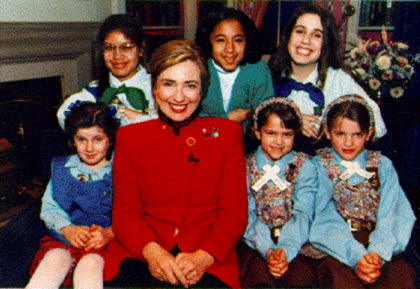
Hillary Clinton chụp hình chung với một số Nữ Hướng đạo

Ban đầu chương trình là dành cho nữ từ 10 đến 17 tuổi, nhưng không lâu sau đó được chia ra thành ba nhóm tuổi. Ngành Ấu (Brownies) cho các bé nữ nhỏ hơn dựa theo chương trình được phát triển tại Anh năm 1914 và ngành được chính thức công nhận vào giữa thập niên 1920. Cùng lúc đó các thiếu nữ trên 18, hoặc trên 16 nếu là Hướng đạo Hạng nhất, trở thành được biết đến là các Thanh nữ Hướng đạo sinh (Senior Scouts). Phân chia tuổi năm 1938 như sau: Ấu (Brownies từ 7-9 tuổi), Thiếu (Intermediates từ 10-13 tuổi), và Thanh (Seniors từ 14-17 tuổi).
Năm 1963 được tái sắp xếp như sau: Ấu (Brownies từ 7-9 tuổi, sau đó 6-9 tuổi), Thiếu (Juniors từ 9-11 tuổi), Thanh thiếu (Cadettes từ 11-14 tuổi), và Thanh (Seniors 14-17 tuổi). Năm 1984, chương trình Nhi (Daisy) dành cho các bé mẫu giáo hoặc 5 tuổi được giới thiệu. Năm 2003 chương trình Studio 2B dành cho nữ từ 11 đến 17 được giới thiệu đến các Nữ Hướng đạo sinh ngành Thanh thiếu và Thanh.
Studio 2B cho phép Nữ Hướng đạo chọn lựa tên gọi cho chính mình là"2B"và"teen Scouts"hay Thanh thiếu (Cadettes) và Thanh (Seniors). Nữ Hướng đạo tuổi từ 11 đến 17 có thể đoạt được cả các chuyên hiệu truyền thống và các hoạt động của Studio 2B. Để lấy được Giải Bạc và Giải Vàng của Hội Nữ Hướng đạo Mỹ, các Nữ Hướng đạo sinh bắt buộc phải lấy được cả hai các chuyên hiệu truyền thống và các hoạt động của Studio 2B. Các hoạt động của Studio 2B khác các chuyên hiệu trong hai cách: mỗi sách nhỏ tập trung vào các đề tài như thuyết môi trường hoặc sự tự tin khác hẳn các chuyên hiệu là dựa vào các kỹ năng; và để lấy được một đề mục của Studio 2B, Nữ Hướng đạo chọn các hoạt động từ sách nhỏ và rồi đạt được một mục đích có liên quan đến đề tài của sách nhỏ đó. Cô ta tự mình lên kế hoạch để đạt được mục đích của cô ta theo trình tự kế hoạch cơ bản gọi là SMART là viết tắt của các chữ Specific, Measurable, Attainable, Realistic, Timely (Chi tiết, Đo lường được, Có thể đạt được, Thực tiễn, Đúng hạn). Và rồi tháng 8 năm 2006 ban hội đồng của Hội Nữ Hướng đạo Mỹ đã chấp thuận một cuộc tái tổ chức quốc gia các châu Nữ Hướng đạo. Sự tái tổ chức này tạo ra một ngành Nữ Hướng đạo mới gọi là Đại sứ (Ambassadors) dành cho nữ học sinh lớp 11 và 12, di chuyển ngành Thanh (seniors) xuống lớp 9 và 10. Ngành"Đại sứ"chưa được dùng rộng rãi trong nước.
Mặc dù làm thành viên của một đơn vị đoàn vẫn còn là một cách chung nhất để tham gia vào Nữ Hướng đạo, nữ không thích những hoạt động của đơn vị đoàn có thể ghi danh như một Nữ Hướng đạo riêng biệt gọi là một Juliette. Các Juliette tham dự các hoạt động một cách độc lập và tự mình làm việc để đạt được các giải thưởng và chuyên hiệu. Chương trình Juliette có cội nguồn từ chương trình Hướng đạo Một mình (Lone Scout) mà một bé gái sống trong một vùng không có một đoàn Nữ Hướng đạo có thể ghi danh trực tiếp với tổ chức Quốc gia.
Chương trình Nữ Hướng đạo Học đường (Campus Girl Scouts) cho phép các phụ nữ tuổi trên 18 ở lại hoặc trở nên tích cực trong Nữ Hướng đạo lúc học đại học.

### Các chương trình đặc biệt
Có các chương trình dành cho nữ trong những hoàn cảnh đặc biệt mà khiến họ khó có thể tham gia vào chương trình tiêu chuẩn. Chương trình Girl Scouts Beyond Bars (Nữ Hướng đạo sinh bên trong song sắt) giúp con gái của các bà mẹ bị tù tội nối liên lạc với mẹ của mình và để các bà mẹ tham gia vào các hoạt động Nữ Hướng đạo. Một chương trình khác là Girl Scouting in Detention Centers (Hướng đạo trong Trung tâm Giam giữ) cho phép các bé gái mà chính bản thân bị giam trong các trung tâm giam giữ tham gia vào Hướng đạo. Có các đề xướng khác cố giúp các bé gái ở vùng thôn quê hoặc sống trong các khu gia cư công cộng. Cũng có các chương trình dành cho các bé gái Mỹ sống ở hải ngoại.

## Cơ cấu tổ chức
Tổ chức quốc gia có tổng hành dinh trung tâm tại Thành phố New York với ban nhân sự 400 người. Tổ chức được lãnh đạo bởi một viên chức hành chánh trưởng và một Ban Giám đốc Quốc gia có 40 thành viên. Kathy Cloninger là Hành chánh trưởng từ năm 2003; Chủ tịch của Ban Giám đốc Quốc gia, vị trí thiện nguyện cao cấp nhất là Patricia Diaz Dennis.
Đến năm 2006, dưới tổ chức quốc gia có 312 châu Nữ Hướng đạo bao gồm 236.000 đơn vị cấp đoàn và liên đoàn khác. Ngày 26 tháng 8 năm 2006, Ban Giám đốc Quốc gia quyết định tái tổ chức 312"châu"thành 109 châu. Một số châu có và điều hành các trại cho các đoàn trong vùng trách nhiệm của mình. Các châu thường được chia thành các khu vực gọi là Neighborhoods (Khu Phố), Service Units (Đơn vị Phục vụ), Associations (Hội). Đây là những khu vực áp dụng chương trình mà bao gồm các đơn vị cấp đoàn ở mọi lứa tuổi trong một khu vực nhỏ, thí dụ như một thị trấn (town).
Đơn vị cơ bản là đoàn có hoặc không được bảo trợ. Ngược lại với các người bảo trợ cho Hội Nam Hướng đạo Mỹ, người bảo trợ Nữ đoàn Hướng đạo không làm chủ đoàn. Các đoàn lớn nhỏ có nhiều mức độ từ đoàn nhỏ khoảng 6 đến 30 hoặc hơn và có thể được chia thành các đội khoảng 8 nữ hoặc ít hơn. Mỗi đoàn phải có hai phụ nữ không có quan hệ gia đình làm huynh trưởng. Đàn ông có thể làm đoàn trưởng nhưng cũng phải có hai phụ nữ không quan hệ gia đình làm huynh trưởng để duy trì kiểu mẫu vai trò của phụ nữ.

## Hoạt động
Một trong các sự hấp dẫn ban đầu và vẫn còn tiếp tục là các bé gái được khuyến khích cắm trại và làm những công việc khác ngoài các hoạt động như bơi thuyền hoặc mang trang bị sau lưng đi cùng với đoàn. Các Nữ đoàn Hướng đạo còn tham gia vào các dự án như viếng thăm các viện dưỡng lão, thực hiện các buổi nghi lễ chào cờ, thu gom thức ăn cho các chiến dịch cứu đói, hoặc các công việc cộng đồng khác. Đoàn cũng có thể hoạch định và kéo dài các chuyến đi như viếng thăm những vùng đất khác của Hoa Kỳ hoặc thậm chí du lịch đến một quốc gia khác. Các đoàn có thể có những sự kiện học tập hoặc văn hóa như huấn luyện sơ cứu, tham dự một buổi trình diễn âm nhạc. Nhiều Thanh Nữ Hướng đạo tham dự vào chương trình Tráng sinh của Hội Nam Hướng đạo Mỹ.

### Nơi hẹn đến

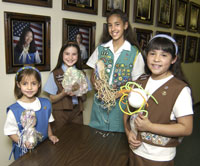
Nữ Hướng đạo học biết về không gian tại NASA

Trước đây được biết như"Những cơ hội rộng mở"(Wider Opportunities),"Nơi hẹn đến"(Destinations) là những sự kiện mà cá nhân các Thanh Nữ Hướng đạo từ khắp Hoa Kỳ có thể tham gia vào."Nơi cuối cùng đến"được tổ chức bên trong Hoa Kỳ hoặc tại những nước khác như là một phần của phái đoàn Hoa Kỳ đến trại họp bạn quốc gia của một nước khác, hoặc viếng thăm một trong các trung tâm Nữ Hướng đạo quốc tế."Nơi hẹn đến"có thể là một sự kiện thiên về ngoài trời như đi xuồng kayak ở Alaska, hoặc thiên về nghề nghiệp như học hỏi về cách làm việc cho NASA.

### Các phong tục
Hội Nữ Hướng đạo Mỹ có các phong tục và truyền thống và có lẽ nổi tiếng nhất là bán hộp Bánh quy Nữ Hướng đạo (Girl Scout Cookies) như là một cơ hội kiếm tiền cho châu và đoàn địa phương. Các phong tục khác là bắt tay và dấu hiệu im lặng của Nữ Hướng đạo. Hai dấu hiệu này được các tổ chức thành viên của Hội Nữ Hướng đạo Thế giới chia sẻ.
"Qua cầu"(Bridging) là một quá trình chuyển sinh hoạt từ cấp ngành này sang cấp ngành khác."Qua Cầu"thường thường được thực hiện ở cấp đoàn mặc dù nó cũng được thức hiện ở khu vực. Đáng ghi nhận nhất là lễ Qua Cầu tại San Francisco khi các Nữ Hướng đạo ngành Thiếu (Juniors) qua cầu sang ngành Thanh thiếu (Cadettes) trên Cầu Kim Môn. Các bé nữ đi bộ qua một cây cầu (đôi khi là thực hoặc chỉ là biểu trưng) để sang cấp ngành mới của họ và được chào mừng với cái bắt tay Nữ Hướng đạo.
"Ngày Suy tư"(Thinking Day) là ngày truyền thống khắp thế giới Hướng đạo. Ngày Suy tư đã và đang được đánh dấu hàng năm vào ngày 22 tháng 2, là ngày sinh nhật của cả Robert Baden-Powell và Olave Baden-Powell từ năm 1926. Vào Ngày Suy tư, Nữ Hướng đạo khắp thế giới suy tư về chị em của mình tại nhiều vùng đất khác. Nhiều Nữ Hướng đạo Mỹ cũng tổ chức sinh nhật của Juliette Gordon Low trùng với Lễ Halloween. Những buổi liên hoan sẽ có các bé gái trong trang phục Halloween, và phục vụ một bánh sinh nhật cùng lúc.

## Giải thưởng và chuyên hiệu

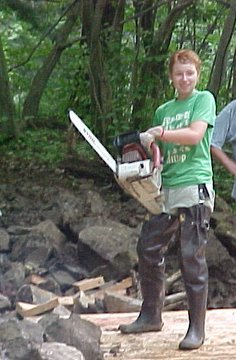
Một Nữ Hướng đạo đang làm việc trong dự án lấy Giải Vàng của mình.

Các thành viên có thể kiếm được giải thưởng theo đúng lứa tuổi của mình. Ban đầu các giải này được gọi là các chuyên hiệu nhưng thuật ngữ sau đó đã thay đổi thành Cánh hoa Học tập (Learning Petals) cho các bé ngành Nhi (Daisies), Thử Nó (Try-Its) cho Ấu (Brownies), chuyên hiệu (badge) cho Thiếu (Juniors), và các giải thưởng Dự án Thích thú (Interest Project awards) cho Thanh (Seniors).
Thành tựu cao nhất trong sinh hoạt Nữ Hướng đạo là Giải Vàng mà chỉ có Thanh Nữ Hướng đạo sinh mới có thể giành lấy được. Thiếu và Thanh thiếu nữ (Juniors and Cadettes) có thể lấy được Giải Đồng và Giải Bạc theo thứ tự. Các giải này đòi hỏi các dự án phục vụ có tầm mức rộng chứng tỏ tài lãnh đạo cùng với tổng số giờ phục vụ. Các dự án phục vụ phải cải thiện một tình trạng hiện tại, thí dụ như kiến tạo lại hai bên bờ bị xói mòn của một dòng suối.
Nữ cũng có thể giành được và mang trên đồng phục của mình các giải của các tổ chức ngoài đơn vị, thí dụ như các phù hiệu tôn giáo mà các tổ chức tôn giáo trao tặng hoặc Giải Phục vụ Thiện nguyện của Tổng thống. Các Nữ Hướng đạo cũng có thể nhận giải thưởng cứu sinh và giải lãnh đạo. Nút cài Danh dự (Honor Pin:) được trao tặng để công nhận một thành viên trưởng thành đã phục vụ vượt bậc ngoài mong đợi hai hoặc nhiều vùng địa lý. Nó cũng được trao tặng để công nhận các đơn vị phục vụ và các thính giả giúp đưa đến chương trình mà đẩy mạnh hơn nữa các mục đích của châu.

## Ảnh hưởng vào đời sống Mỹ
Trong số nhiều Nữ Hướng đạo Mỹ nổi tiếng có Lucille Ball, Katie Couric, và Elizabeth Dole. Nhiều Nữ Hướng đạo đã trở thành những nhà lãnh đạo thành công trong vô số lãnh vực nghiệp vụ như luật, y khoa, chính trị, báo chí, khoa học... Khởi đầu là Lou Henry Hoover, Đệ Nhất Phu nhân Hoa Kỳ đã phục vụ lâu năm như vị Chủ tịch Danh dự của Hội Nữ Hướng đạo Mỹ. Bà thực sự cũng là Chủ tịch của Hội Nữ Hướng đạo Mỹ từ năm 1922–1925 và Chủ tịch Ban Giám đốc Quốc gia từ (National Board of Directors) từ 1925–1928.
Trong Chiến tranh thế giới thứ nhất và Chiến tranh thế giới thứ hai, Hướng đạo sinh đã phụ giúp cho mặt trận Đồng Minh bằng cách bán trái phiếu quốc phòng, trồng các vườn hoa chiến thắng, và thu gom sắt vụn và mỡ cặn bả. Nữ Hướng đạo nổi tiếng về việc bán bánh Cookies Nữ Hướng đạo như một cách để quyên góp quỹ hàng năm bắt đầu vào năm 1917. Nhiều người Mỹ đã mua bánh cookies từ Nữ Hướng đạo đi bán tận nhà này sang nhà khác. Nữ Hướng đạo cũng truyền bá các giá trị của mình vào các cộng đồng của mình qua các dự án phục vụ cộng đồng như nấu súp và thu gom thực phẩm cứu đói.

## Vấn đề gây tranh cãi

### Không có lập trường chính thức về các vấn đề giới tính
Nữ Hướng đạo Mỹ đã nói trong một lá thư vào tháng 10 năm 1991:

Là một tổ chức tư, Hội Nữ Hướng đạo Mỹ tôn trọng các giá trị và niềm tin tín ngưỡng của mỗi thành viên và không can thiệp vào những vấn đề cá nhân. Vì thế, không có các chính sách thành viên về xu hướng giới tính. Tuy nhiên, Hội Nữ Hướng đạo Mỹ có các chuẩn mực kiên định liên quan đến tư cách xử sự hợp thức của các thiện nguyện viên và ban nhân sự. Tổ chức Nữ Hướng đạo không bỏ qua hoặc cho phép phô bày tính dục bằng mọi hình thức bởi thành viên của mình trong các hoạt động Hướng đạo, cũng không cho phép chủ trương hay cổ vũ một kiểu sống cá nhân hay xu hướng giới tính. Những điều này là những vấn đề riêng tư mà các em nữ và gia đình của mình tự giải quyết.

Hội Nữ Hướng đạo Mỹ giữ vững một chính sách"không hỏi, không nói đến"về bản năng giới tính. Tranh luận về vấn đề này bị phân ra làm hai phía giữa những người cảm thấy rằng chính sách chưa đủ để ngăn cản sự kỳ thị xu hướng giới tính và những người nêu lên vấn đề về việc cho phép giới đồng tính luyến ái tham dự vào Hướng đạo.

### Phụng sự Thượng đế trong Lời hứa
Đầu năm 1992, Châu Nữ Hướng đạo Totem đề nghị đổi lời hứa để tạo điều kiện cho các bé gái không tin vào một thượng Đế độc thần giáo mà vẫn có thể gia nhập. Tháng 11 năm 1992, cha mẹ của Nitzya Cuevas-Macias thưa kiện giùm cho con gái của mình để được phép tham gia vào Hướng đạo mặc dù em từ chối hứa phụng sự Thượng đế.

Ngày 23 tháng 10 năm 1993, Hội Nữ Hướng đạo Mỹ bỏ phiếu cho phép các cá nhân thay thế từ khác cho từ 'Thượng đế' trong lới hứa của mình.

"Rằng, vì tổ chức Nữ Hướng đạo không có ý diễn giải hoặc định nghĩa từ 'Thượng đế' nhưng khuyến khích các thành viên tự thiết lập cho mình lẽ tự nhiên về niềm tin tâm linh của mình, chính sách của Hội Nữ Hướng đạo Mỹ là các cá nhân khi tuyên đọc lời hứa Nữ Hướng đạo của mình có thể thay thế từ thích hợp cho niềm tin tâm linh của mình cho từ 'Thượng đế'."

với sự giải thích rằng

"Đối với một số cá nhân, từ 'Thượng đế', không cần biết là được diễn giải rộng lớn thế nào, không phản ảnh đúng niềm tin tâm linh của họ. Vì niềm tin vào một nguyên lý tâm linh là căn bản đối với Nữ Hướng đạo, không phải là từ được dùng để định nghĩa niềm tin đó, các cá nhân có cơ hội diễn tả niềm tin tâm linh bằng lời mà có nghĩa đối với họ là rất quan trọng. Thật là cần thiết duy trì căn bản tín ngưỡng của Nữ Hướng đạo, tuy nhiên phải bao gồm phạm vi rộng các niềm tin tâm linh. Việc thay đổi chính sách này không có nghĩa là lấy từ 'Thượng đế' ra khỏi Lời hứa Nữ Hướng đạo. Nó cho các cá nhân mong muốn làm một sự chọn lựa nói lên sự cam kết về cơ bản khái niệm tâm linh đối với Phong trào Nữ Hướng đạo bằng một hai nhiều từ thích hợp với niềm tin tâm linh của mình. Thí dụ, một cá nhân có thể nói 'niềm tin của tôi' hoặc 'Thượng đế Allah' hay 'Đấng Tạo Hóa'."

Có những nhóm cho rằng Hội Nữ Hướng đạo Mỹ không đi đủ xa trong việc mở rộng Hướng đạo cho những người theo chủ nghĩa vô thần; những nhóm khác thì cho rằng hội đi quá xa trong việc kéo Thượng đế ra khỏi hoặc hội đang phạm hiến chương của Hội Nữ Hướng đạo Thế giới. Hiến chương của Hội Nữ Hướng đạo Thế giới bắt các hội thành viên duy trì chuẩn mực thành viên bao gồm một lời hứa tương tự lời hứa được Baden-Powell thiết lập mà bao gồm khái niệm bổn phận đối với Thượng đế. Vì chính sách của Hội Nữ Hướng đạo Mỹ được áp dụng năm 1993, vào năm 1995 một số người đã lập nên một tổ chức riêng là Hội Nữ Di sản Mỹ chỉ nhận huynh trưởng và các tổ chức chi nhánh mà đồng thuận một lời tuyên ngôn tín ngưỡng riêng cho Kitô hữu. Đến năm 2006, hội này có khoảng 5.000 thành viên.

### Cấm cầu nguyện tại các cuộc họp mặt
Có người nói rằng Hội Nữ Hướng đạo cấm cầu nguyện tại các cuộc họp mặt. Tuy nhiên, chính sách chính thức của Hội Nữ Hướng đạo không cấm và cũng không bắt buộc cầu nguyện.

Tổ chức Nữ Hướng đạo không tán thành hoặc cổ võ bất cứ một triết lý hay niềm tin tôn giáo riêng biệt nào. Phong trào của chúng tôi là thế tục và dựa trên các nguyên lý dân chủ Mỹ, một trong các nguyên lý đó là tự do tôn giáo.

Mặc dù Nữ Hướng đạo có chính sách hỗ trợ đa dạng tôn giáo, không có một chính sách nào của Hội Nữ Hướng đạo Mỹ nghiêm cấm hoặc bắt buộc các thành viên Nữ Hướng đạo đang trong một hàng ngũ đoàn/liên đoàn, trong một nơi cư ngụ hoặc khu cắm trại, hay tại các cuộc họp, hội nghị, và những sự kiện khác đọc hay hát lời tri ân, cầu nguyện, thầm nguyện trước các buổi ăn. Quyết định đọc lời tri ơn, cầu nguyện, thầm nguyện được thực hiện cục bộ ở cấp đoàn hay cấp liên đoàn, và nên tinh tế với các niềm tin tâm linh của những người tham dự khác.

### Liên hiệp với"Kế hoạch làm cha mẹ"
Mặc dù Hội Nữ Hướng đạo Mỹ không liên kết trên phạm vi quốc gia với tổ chức y tế sinh sản có tên"Kế hoạch làm cha mẹ"(Planned Parenthood), các châu Nữ Hướng đạo có thể chọn liên lạc với tổ chức.
Năm 2004 tại Waco, Texas, Châu Bluebonnet đã tán thành một sự kiện giáo dục"Kế hoạch làm cha mẹ"(mà không nhắc đến việc phá thai) nhưng không cung ứng tiền hay gởi Hướng đạo sinh tới đó. Việc này đã bị một số người ủng hộ phong trào chống phá thai và những người theo chủ nghĩa bảo thủ xã hội chỉ trích. Kết quả là họ đã tẩy chay bánh cookies mà Châu Bluebonnet bán. Mặc dù cư dân Waco đáp lại lời kêu gọi tẩy chay, Châu Bluebonnet rút lại lời tán thành của họ về"Kế hoạch làm cha mẹ". Nhóm chống phá thai nói rằng 20% các châu bị điều tra có ít nhiều liên hệ với"Kế hoạch làm cha mẹ."

## Nữ Hướng đạo sống lâu nhất của Hội Nữ Hướng đạo Mỹ
Nữ Hướng đạo sinh sống lâu nhất 101 tuổi hiện tại trong năm 2007 là Marianne Elser Crowder, sinh tại Colorado Springs vào tháng 4 năm 1906. Bà gia nhập Nữ Thiếu đoàn 4 Châu Wagon Wheel năm 1918 và lấy được Giải Vàng Đại bàng con là giải cao nhất của Hội Nữ Hướng đạo Mỹ vào lúc đó. Bà sau đó điều hành phòng khiêu vũ của chính bà tại Colorado Springs và lãnh đạo khoa khiêu vũ tại Cao đẳng Colorado trước khi di chuyển về Menlo Park, California năm 1939 nơi bà dạy khiêu vũ trong chương trình giải trí cộng đồng từ năm 1949 cho đến khi nghỉ hưu lúc 97 tuổi. Châu Wagon Wheel nêu tên Crowder là Nữ Hướng đạo sinh lớn tuổi nhất của quốc gia sau khi châu tiến hành một cuộc truy tìm quốc gia và lục lại những tài liệu lưu trữ của châu.

## Các tổ chức tương tự
Nữ Lửa trại (Campfire Girls) được thành lập khoảng cùng thời gian với Nữ Hướng đạo bởi một vài người tạo dựng Hội Nam Hướng đạo Mỹ. Năm 1975, nhóm trở thành đồng giáo dục và chẳng bao lâu đổi tên thành"Nam và Nữ Lửa trại"(Camp Fire Boys and Girls) và mới vừa qua đổi thành Lửa trại Mỹ (Camp Fire USA) năm 2001. Một nhóm song hành là Nữ Di sản Mỹ (American Heritage Girls) khởi sự vào năm 1995 tại Westchester, Ohio bởi một nhóm cha mẹ cảm thấy khó chịu với các tổ chức Hướng đạo nữ đã có sẵn. Nữ Di sản Mỹ là một tổ chức Tín hữu Cơ Đốc nói rằng đây là"một chương trình Hướng đạo dành cho nữ hỗ trợ các giá trị truyền thống của Thượng đế, Gia đình và Quốc gia."